# Bochnia (gmina)
 (octobre 2023).
 (octobre 2023).
La mise en forme du texte ne suit pas les recommandations de Wikipédia : il faut le « wikifier ».
Les points d'amélioration suivants sont les cas les plus fréquents. Le détail des points à revoir est peut-être précisé sur la page de discussion.
- Les titres sont pré-formatés par le logiciel. Ils ne sont ni en capitales, ni en gras.
- Le texte ne doit pas être écrit en capitales (les noms de famille non plus), ni en gras, ni en italique, ni en « petit »…
- Le gras n'est utilisé que pour surligner le titre de l'article dans l'introduction, une seule fois.
- L'italique est rarement utilisé : mots en langue étrangère, titres d'œuvres, noms de bateaux, etc.
- Les citations ne sont pas en italique mais en corps de texte normal. Elles sont entourées par des guillemets français : « et ».
- Les listes à puces sont à éviter, des paragraphes rédigés étant largement préférés. Les tableaux sont à réserver à la présentation de données structurées (résultats, etc.).
- Les appels de note de bas de page (petits chiffres en exposant, introduits par l'outil «  Source ») sont à placer entre la fin de phrase et le point final[comme ça].
- Les liens internes (vers d'autres articles de Wikipédia) sont à choisir avec parcimonie. Créez des liens vers des articles approfondissant le sujet. Les termes génériques sans rapport avec le sujet sont à éviter, ainsi que les répétitions de liens vers un même terme.
- Les liens externes sont à placer uniquement dans une section « Liens externes », à la fin de l'article. Ces liens sont à choisir avec parcimonie suivant les règles définies. Si un lien sert de source à l'article, son insertion dans le texte est à faire par les notes de bas de page.
- La présentation des références doit suivre les conventions bibliographiques. Il est recommandé d'utiliser les modèles {{Ouvrage}}, {{Chapitre}}, {{Article}}, {{Lien web}} et/ou {{Bibliographie}}. Le mode d'édition visuel peut mettre en forme automatiquement les références.
- Insérer une infobox (cadre d'informations à droite) n'est pas obligatoire pour parachever la mise en page.

Pour une aide détaillée, merci de consulter Aide:Wikification.
Si vous pensez que ces points ont été résolus, vous pouvez retirer ce bandeau et améliorer la mise en forme d'un autre article.
Bochnia est une commune rurale du powiat de Bochnia, Petite-Pologne, dans le Sud de la Pologne. Son siège est la ville de Bochnia, bien qu'elle ne fasse pas partie du territoire de la commune.

## Localisation
La municipalité de Bochnia est située à la frontière de deux régions : Kotlina Sandomierska (partie Nord de la commune) et Pogórze Wielickie (partie Sud). Les 31 villages dont la superficie est de 131 km2 forment la commune, 18 960 personnes y habitent. La commune s'étend sur 50 km, le long des fleuves Raba, Stradomka et de leurs affluents. La route internationale E4 Dresde-Cracovie-Lvov, la voie ferrée, et dans un avenir proche l'autoroute A-4, traversent la municipalité. L'aéroport international Balice se trouve à 40 km. Le paysage varié de la commune est constitué au Nord par des plaines et des prairies, situées dans la vallée du fleuve Raba avec la forêt vierge Niepołomicka, et au Sud par des régions montagneuses très pittoresques, d'où l'on peut admirer un panorama splendide sur Beskid Wyspowy, et quand il fait beau les Tatras et Pieniny.

## Histoire
Du point de vue de l'attractivité la commune Bochnia est une des plus intéressantes de Małopolska. Łapczyca (comme Labscicia et cum sale lat. Łapczyca avec le sel) est cité dans la bulle du cardinal Idzi comme une partie de la propriété appartenant au couvent des bénédictins de Tyniec. Łapczyca est un village dont l'histoire écrite est la plus ancienne de la région, c'est aussi une des plus anciennes localités de Pologne du Sud et le centre colonial de la région de Bochnia. On y retrouve les vestiges de la bourgade du Moyen Âge dont la splendeur s'étend entre le IXe et le XIe siècle. L'église gothique de 1360 fondée à Łapczyca par le roi Casimir le Grand comme un don expiatoire possède une grande valeur historique. L'église est située sur la voie historique Szlak Bursztynowy la Voie d'Ambre nommée plus tard Royale (aujourd'hui Regia Antiqua). À partir de 1849 chaque année le pèlerinage commémorant la délivrance de la ville de Bochnia de l'épidémie de peste venant de Bochnia s'achève à l'église de Łapczyca. Le patriarche de Jérusalem Monachus est l'auteur d'un document de 1198. Il résulte de ce document que le souverain provenant de la famille Gryfit offrit le village Chełm avec l'église, la dîme, la foire et même l'auberge au couvent de Bożogrobowiec /Gardien du Tombeau de Dieu/ du Miechów. Le sel – une grande richesse naturelle de la terre de Bochnia – conditionna non seulement le développement de ces deux villages mais surtout provoqua la création de la ville Bochnia fonctionnant à partir de 1253 sous la loi de megdebourg. Le musée paroissial du Couvent des Gardiens du Tombeau de Dieu ouvrit à Chełm à partir de 1999. L'abbé Antoni Tworek, curé de la paroisse de Chełm à l'appellation de St Jean-Baptiste est à la fois créateur et conservateur du musée dont les objets d'exposition les plus précieux sont chasubles provenant du XVIIe au XIXe siècle brodés de fil d'or et d'argent, ostensoir des XVIIe et XVIIIe siècles. Le clocher abrite une partie de l'exposition. À partir de 2004 la galerie artistique Chełm y fonctionne. Chaque année on y organise une grande manifestation de plein air : la fête des couronnes flottantes sur la rivière Raba marie la tradition païenne à la fête chrétienne de Saint-Jean. Au nord de la commune à Bessów on peut retrouver les vestiges de la colonisation des IVe et Ve siècles apr. J.-C., la céramique, les restes des fourneaux pour la fonte du fer et pour l'élaboration des instruments aratoires. Au XXe siècle dans les années 70 on y a fait de nombreuses et sensationnelles découvertes archéologiques dont les savants profitèrent largement. Les guerriers tartares qui participaient au XIIIe siècle aux invasions du Khan sur les terres polonaises s'étaient installés à Cerekwia voisine.
Brzeźnica qui pendant quelques dizaines d'années fut une ville est aussi une très vieille localité située à l'est de la commune (la première notice vient de 1242). Selon une légende saint Stanislas de Szczepanów persécuté par le roi Bolesław Śmiały en route pour Cracovie s'y arrêta.Les habitants lui refusèrent le coucher et l'eau. Après avoir passé la nuit dans une meule de foin il leva les bras vers le ciel, pria et frappa le sol avec sa canne. À partir de ce moment jusqu'à ce jour le ruisseau d'eau pure comme un cristal y coule, considéré comme miraculeux. Krzyżanowice, Nieszkowice, Bogucice, Pogwizdów et Stanisławice situées à la lisière de la forêt vierge de Niepołomice sont aussi des localités historiques. La première information sur la forêt vierge vient d'un document de 1242. À cette époque on la nomma La forêt Kłaj En 1393 était déjà appelé La forêt de Niepołomice finalement en 1441 pour la première fois elle est nommée La forêt vierge de Niepołomice. L'appellation „Niepołomicka” qui vient de l'ancien mot polonais qui se rapportant à un objet dur, indestructible. À travers les siècles la forêt vierge était en possession d'état; tout d'abord des rois Polonais (XIIIe – XVIIIe siècle) ensuite après le partage de la Pologne la forêt passa sous possession du Trésor d'État. Pendant des siècles la forêt fut un excellent terrain de chasse exploité par les rois polonais qui profitèrent de la voie dite royale pour chasser au plus profond de la forêt. On poursuivait alors de gros gibier: ours, sangliers, aurochs, élans, cerfs, bisons, loups. Un travail dur de base caractérisait les gens qui habitaient les localités autour de Bochnia. De nombreux parmi eux contribuèrent à retrouver l'indépendance de la Pologne à travers leurs actes militaires y consacrant leur vie en y trouvant la mort. Tel est l'exemple de Józef Chwałkowski tué pendant l'insurrection de Janvier en 1863, l'obélisque situé au centre de Łapczyca commémore cet acte de bravoure. Gawłów, village habité jusqu'en 1945 par d'anciens colons allemands et leurs ancêtres qui s'y installèrent après le premier partage de la Pologne est particulièrement intéressant. Une école allemande fonctionna jusqu'à la Seconde Guerre mondiale à Majkowice, village voisin où les deux communautés polonaise et allemande coexistèrent en pleine harmonie et en respect mutuel pendant un an et demi. Pendant la Seconde Guerre mondiale, la Terre de Bochnia subit de nombreux événements tragiques. Le 10 septembre 1939 à la lisière de la forêt de Niepołomice eut lieu la plus grande attaque dans la région. Plus de 50 soldats de l'Armée de Cracovie y trouvèrent la mort. Encore un autre drame : la fusillade à Baczków où 500 Juifs furent fusillés par les Allemands après la liquidation du ghetto de Bochnia le 25 août 1942. Les monuments édifiés à la lisière de la forêt sont là pour le souvenir. Celui de Nieszkowice Wielkie commémore les aviateurs de Liberator qui périrent en apportant leur aide aux insurgés de Varsovie. À Grabino juste avant la libération en janvier 1945 les fascistes fusillèrent de nombreux habitants.

## Attractions touristiques
Les itinéraires de vélo Les randonnées à vélo offrent une possibilité d'admirer la beauté de la région bochenienne. On peut y recommander les itinéraires suivants *Górny Gościniec venant de Bochnia traversant Łapczyca jusqu'à Chełm où on peut admirer les méandres de la rivière Raba et la forêt vierge de Niepołomice ;
- le chemin Czyżyczka-Bedrychów reliant Gierczyce et Pogwizdów qui permet d'admirer le panorama splendide de Beskid Wyspowy et le chemin Via Regia Antiqua ;
- la gorge de lœss de Gorzków à Brzeźnica dont l'ambiance incomparable attire les cyclistes et les promeneurs ;
- le chemin de Buczyna à Stradomka c'est le chemin escarpé de la montagne Borek ;
- les itinéraires entourant et traversant la forêt vierge de Niepołomice sont parfaitement adaptés au cyclisme et à l'apprentissage des sciences naturelles.

### Via Regia Antiqua
Via Regia Antiqua est l'itinéraire touristique le plus intéressant de la commune de Bochnia. Il fait partie du Chemin Ambré nommé également Voie Royale qui au XIIe siècle jouait le rôle d'une voie commerciale reliant l'Europe à la Russie et à la Hongrie. Les chariots des convois de commerçants remplis de sel de Bochnia de draps de Flandre, d'ambre de la Baltique, de cuivre et de vin hongrois parcouraient la Voie Royale. On pouvait même y rencontrer les attelages princiers et royaux qui se dirigeaient vers Cracovie, capitale de la Pologne. Le chemin conduisait de Bochnia à travers les vieux villages : Łapczyca, Chełm et le paysage sauvage de Moszczenica. L'appellation „Collines Vignobles” rappelle les vignobles qui s'y étendaient. Ce chemin extraordinaire nous permet d'admirer à la fois le panorama de la rivière Raba, le paysage du Beskid Wyspowy et des Tatras. De nombreuses constructions intéressantes s'y retrouvent. Selon une légende l'église gothique de Łapczyca en 1340 fut construite par le roi Casimir le Grand comme pénitence pour sa liaison amoureuse avec Esterka une jolie Juive de Kazimierz . Depuis 1733 et jusqu'au XIXe siècle l'église paroissiale fut fermée et partiellement dévastée par les occupants qui y cherchaient un trésor. Aujourd'hui l'église occupe un rôle de la chapelle. Au départ une construction à deux nefs avec des voûtes étoilées supportées par deux piliers actuellement les voûtes apparentes. L'église possède les murs très fins édifiés en blocs de pierre et des portails ogivaux du XVe siècle près de l'entrée. L'église est entourée d'une couronne de vieux tilleuls (des monuments de la nature). Un vieux clocher du XVIIIe siècle se trouve à côté de l'église. Il s'anime pendant la fête de la Vierge Marie de Scapulaire. Le pèlerinage de Bochnia y arrive en commémorant le sauvetage miraculeux de la peste de 1849. L'église de l'Ordre des Gardiens du Tombeau de Dieu du XVIIe siècle à Chełm aujourd'hui sous l'appellation de la Naissance de St Jean Baptiste fut édifiée en style baroque dans les années 1738-1749 à la place de deux églises en bois. Son clocher abrite une partie du musée paroissial. Cette construction particulièrement intéressante incarne la puissance de la paroisse existant ici depuis plus de 800 ans. Dans la sacristie nous pouvons admirer les peintures murales du XVIIIe siècle représentant les moines de Chełm. Les doubles croix qui couronnent le toit de l'église et le clocher font penser aux fondateurs de la paroisse. Dans le musée de l'Ordre des Gardiens du Tombeau de Dieu ouvert en 1999 on expose des objets précieux (XVIe – XXe siècle) appartenant à la paroisse : collection des chasubles du XVIIe – XIXe siècle, habits liturgiques, ouvrages d'orfèvre, livres liturgiques, chroniques paroissiales, inventaires, plans cartes et beaucoup d'autres. Une sculpture de bois représentant Jean Nepomucen et un bas-relief contemporain qui rappelle les débuts de la paroisse sont les décorations les plus importantes du clocher.

### Remontées mécaniques et la jeunesse turytyczne
L'abri et le téléphérique à Wola Nieszkowska (à 10 km de Bochnia). L'abri est situé à une hauteur de 350 mètres, il est ouvert toute l'année et dispose de 20 gîtes, cuisine, cheminée, salle de jeux, barbecue. Le remonte-pente se trouve sur le côté Nord de la pente dont la longueur est de 500 mètres. En hiver la pente est éclairée et enneigée. On peut y accéder en bus n° 2 du centre de Bochnia (15 minutes) et en voiture. Deux parkings sont prévus pour les touristes : le premier en haut à côté de l'abri et le deuxième en bas devant le remonte-pente.

### La piscine couverte à Proszówki
À Proszówki près de la route Bochnia-Zielona se trouve un nouvel ensemble scolaire et sportif. La piscine couverte et chauffée à l'aide des panneaux solaires et l'ensemble des terrains de sport le constituent. En hiver une patinoire artificielle avec la location de patins y fonctionne. L'ensemble possède une base hôtelière nommée „école verte” destinée à l'organisation de séjours de groupes d'élèves. La piscine est une petite construction grande très moderne. Ses dimensions sont : 25×12,5 mètres (6 pistes), sa profondeur varie de 1,2 à 1,8 m. Elle possède les autorisations de l'Association polonaise de natation pour préparer aux épreuves de natation sportive. La profondeur variée permet l'enseignement de la natation de base et assure à tous les visiteurs de la sécurité. La piscine de jeu 12×6 m apporte du plaisir et de la relaxation. On l'a équipé en bain à remous propices à la convalescence. L'eau plus chaude attire en particulier les enfants. La piscine de convalescence pour 12 personnes est remplie de saumure iode-brome provenant du site de sel à Łapczyca. La piscine possède les installations destinées aux massages de hydrothérapie. Un toboggan d'une longueur de 48 m est une attraction supplémentaire. L'ensemble sportif possède un grand parking. L'accès à la piscine est possible en bus en bus n° 7 et 8 à partir du centre de Bochnia.

### Établissement de pisciculture NEPTUN
À Nieprześnia près de la route entre Pogwizdów et Sobolów fonctionne un établissement de pisciculture s'occupant également de l'agrotourisme. Les invités peuvent y pêcher, louer des pédalos ou canoter, déguster du poisson grillé le soir. Le centre d'activités possède 50 places d'hôtel situé dans l'ancien parc qui se trouve à côté. Les manoirs restaurés à Nieprześnia et Zawada sont les exemples d'une harmonie parfaite entre architecture et environnement.

## Géographie
La gmina inclut les villages de Baczków, Bessów, Bogucice, Brzeźnica, Buczyna, Cerekiew, Chełm, Cikowice, Dąbrowica, Damienice, Gawłów, Gierczyce, Gorzków, Grabina, Krzyżanowice, Łapczyca, Majkowice, Moszczenica, Nieprześnia, Nieszkowice Małe, Nieszkowice Wielkie, Ostrów Szlachecki, Pogwizdów, Siedlec, Słomka, Stanisławice, Stradomka, Wola Nieszkowska, Zatoka et Zawada.
La gmina borde la ville de Bochnia et les gminy de Drwinia, Rzezawa, Łapanów, Kłaj, Gdów, Nowy Wiśnicz, Trzciana.